# Murina suilla
Murina suilla é uma espécie de morcego da família Vespertilionidae. Pode ser encontrada na Tailândia, Malásia e Indonésia.